# Nordwestblock

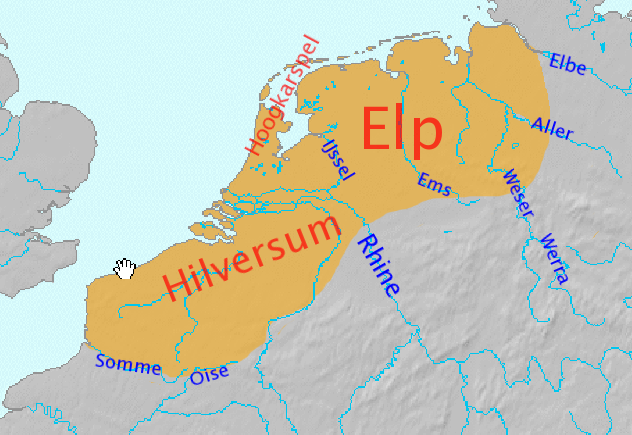
Der Nordwestblock

Unter dem Begriff Nordwestblock werden einer Theorie zufolge Bevölkerungsgruppen zusammengefasst, die in den letzten Jahrhunderten v. Chr. im Nordwesten Mitteleuropas ansässig waren und weder Keltisch noch Germanisch, sondern ein von diesen Ausprägungen verschiedenes indogermanisches Idiom gesprochen haben sollen. Man bezeichnet den Nordwestblock deswegen auch als die „Völker zwischen Germanen und Kelten“. Der These zufolge wurde der Großteil des Nordwestblocks um Christi Geburt germanisiert.

## Die Nordwestblock-Hypothese
Die Hypothese der Existenz des Nordwestblocks wurde von dem Sprachwissenschaftler Hans Kuhn erstmals im Jahre 1959 aufgrund seiner Auswertung von Ortsnamen, zum Teil auch Personennamen und anderen sprachlichen Indizien aufgestellt und in den folgenden Jahren weiter ausgebaut.
Die Südgrenze zum keltischen Sprachraum reicht Kuhn zufolge von der Somme über die Oise bis zum Main. Erkennbar sei dies z. B. an der Verbreitung keltischer Ortsnamen mit der Endung „-dunon“ (lateinisch: „-dunum“, z. B. Noviodunum) oder „-briga“, die nördlich der genannten Linie nicht vorkommen. Im Norden und Nordosten reicht das Gebiet des Nordwestblocks bis an die Unterweser, die Aller und den Harz sowie nach Thüringen und Hessen hinein. Nördlich und östlich davon saßen germanischsprachige Völker.
Charakterisiert ist der Nordwestblock durch ein Vorkommen folgender Erscheinungen, die jedoch nicht gleichmäßig über den gesamten Raum verbreitet sind:
- Bewahrung von indogermanischem p (gegenüber Verschiebung zu f im Germanischen bzw. dem vollkommenen Verlust im Keltischen), Bewahrung von unverschobenen bzw. nicht vollständig verschobenen Verschlusslauten.
- Vorkommen eines st-Suffixes in Orts- und teilweise auch in Personennamen.
- k-Suffix.
- Element -apa in Flussnamen.
- Suffix -andr- in Ortsnamen.
- Vorkommen bestimmter Wort- oder Namensstämme, z. B. im Osten des Veneter-, im Westen des Belgier-Namens.

Hans Kuhn brachte Indizien dafür vor, dass der Raum des Nordwestblocks nördlich entlang der Nordseeküste und südlich durch Thüringen und Hessen von Wanderungen germanischsprachiger Gruppen umfasst wurde. So kennt Caesar den Fluss Schelde bereits unter seinem germanischen Namen „Scaldis“, was darauf hindeutet, dass um die Mitte des 1. Jahrhunderts v. Chr. hier mit einer germanischsprachigen Bevölkerung zu rechnen ist.
Der Kernraum des Nordwestblocks wurde laut Kuhn erst um Christi Geburt germanisiert. Zum Nordwestblock gehörten demnach auch die Chatten und Cherusker, bei denen es sich also ursprünglich nicht um Germanen gehandelt haben soll. In Bezug auf den Stammesnamen der Cherusker wies Kuhn darauf hin, dass das Suffix -sk- nicht germanisch sei, beziehungsweise als solches unüblich. Er sieht ein Kompositum vorliegen, das an indogermanisches Sprachgut aus dem Nordwestblock anzuknüpfen sei. Die Germanisierung durch eine germanische Oberschicht, zu der auch der Cherusker Arminius gehört haben soll, ist nach der Auffassung Hans Kuhns durch den Abwehrkampf gegen die Römer befördert worden.
Im Unterschied zu den Germanen seien die Nordwestblock-Stämme bodenständig gewesen und wären es die ganze Völkerwanderung über geblieben.
Früher sahen einige Historiker und Sprachwissenschaftler den Nordwestblock als Illyrer an. Hans Kuhn hielt es 1962 für die wahrscheinlichste Annahme, dass der Nordwestblock die venetische Sprache oder eine mit ihr nahe verwandte Sprache benutzte.

## Kritik
Die Hypothese Hans Kuhns stieß auf Zustimmung, aber auch auf heftige Ablehnung, wobei seine Kritiker Kuhn flüchtiges und ungenaues Arbeiten vorwerfen.
Wolfgang Meid hält die Anwesenheit einer ursprünglich nicht-keltischen und nicht-germanischen, jedoch sprachverwandten Bevölkerung im nordwestlichen Mitteleuropa für erwiesen, hat jedoch Zweifel in der Frage der räumlichen Ausdehnung dieses sprachlichen Substrates und in der Frage der späteren Germanisierung.
Kritiker wie der Onomastiker Jürgen Udolph sehen in den als Hauptargument vorgebrachten Gewässernamen auf -apa- lediglich eine Ableitung von idg. *ap-/ab- im Zuge der germanischen Lautverschiebung und rechnen „das Gebiet des angeblichen Nordwestblocks mit seiner angeblichen Ausdehnung im südwestlichen Niedersachsen, Westfalen, den südlichen Niederlanden und nördlichen Belgien zu den germanischen Kerngebieten“.